# Zuidoost (Groningen)
Zuidoost is een wijk in Groningen. De wijk  werd als zodanig gevormd bij de nieuwe wijk- en buurtindeling van Groningen in 2014. Zuidoost ligt ten zuiden van het Eemskanaal, ten westen van de A7 en ten oosten van de spoorlijn naar Winschoten. Zuidoost is onderverdeeld in 11 buurten: Woonschepenhaven, Driebond, de Kop van Oost, Eemskanaal, Eemspoort, Euvelgunne, De Linie, Europapark, Stainkoel'n, Winschoterdiep, Roodehaan en Waterhuizen. 

## Fotogalerij

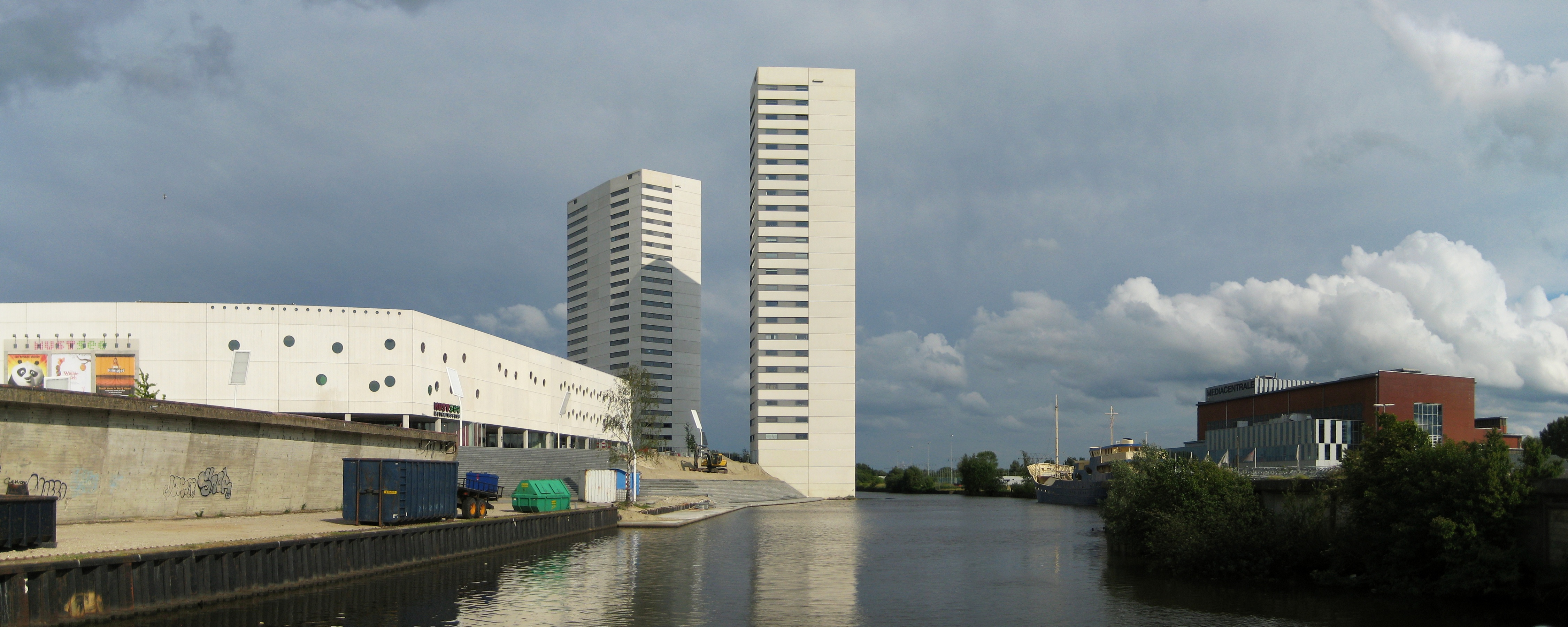
Stoker en Brander, naast de Euroborg
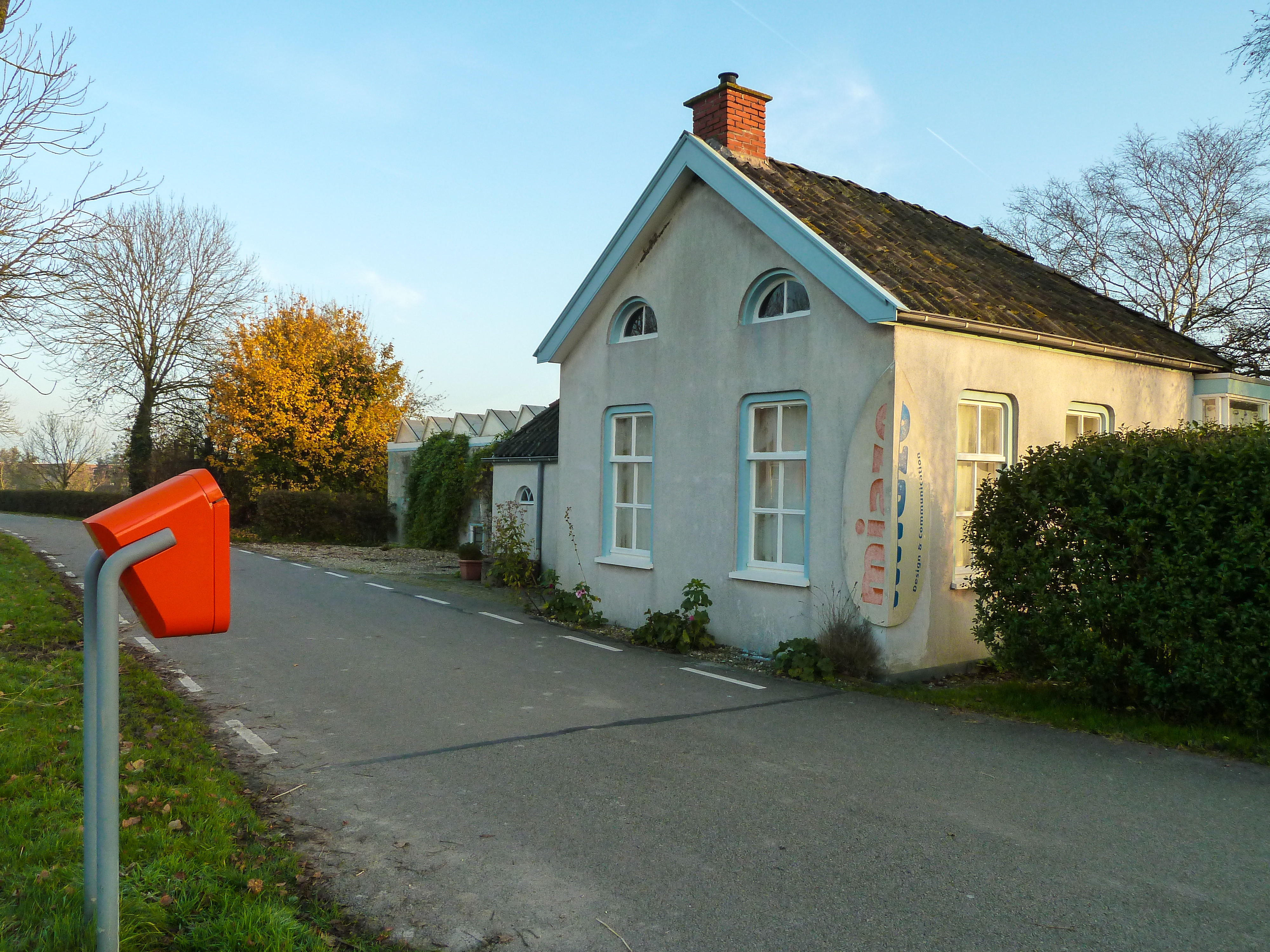
Oude Roodehaan
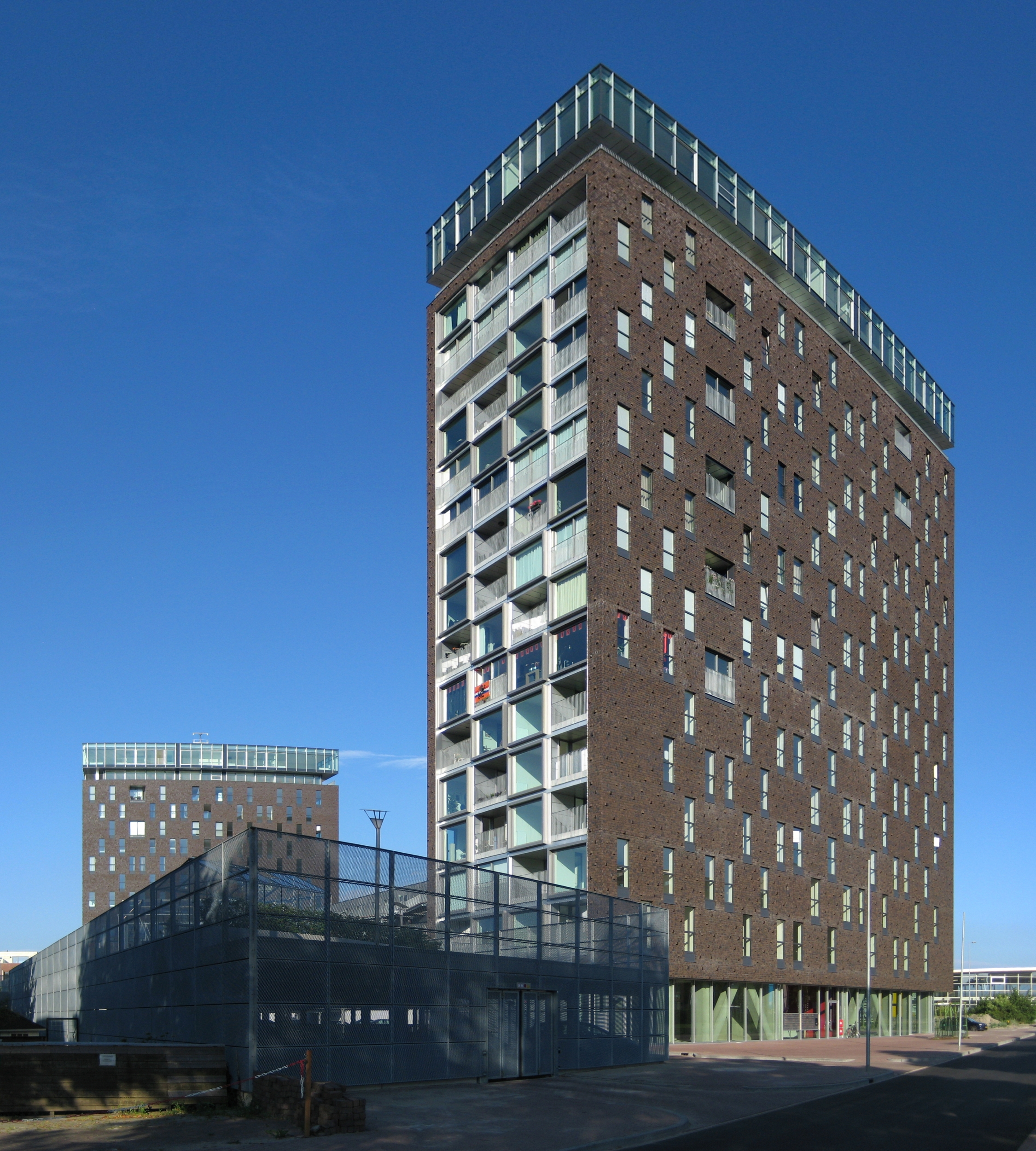
Kop van Oost